# تشيلسي إيزي
تشيلسي إيزي (بالإنجليزية: Chelsea Eze)‏، هي مُمثلة نيجيرية. حصلت تشيلسي سنة 2010 على جائزة أفضل مُمثلة واعدة ضمن حفل توزيع جوائز الأكاديمية الأفريقية للأفلام السادس.

## روابط خارجية
تشيلسي إيزي على موقع IMDb (الإنجليزية)